# Gare de Sandared
La gare de Sandared (en suédois : Sandared station) est une gare ferroviaire suédoise située à Sandared sur le territoire de la Commune de  Borås dans le Västra Götaland.

## Histoire
La gare est construite avec l’arrivée du chemin de fer vers la fin des années 1800. Un premier exemple brule en janvier 1902 ; la gare est reconstruite la même année. L'éclairage électrique a été installé en 1918 . 

## Patrimoine ferroviaire
Sauvegardé, l'ancien bâtiment est devenu une propriété privée .